# Миллет
Миллет или милиет (на османски турски: ملت - millet, на турски: millet; на арабски: ملة – миллях) е обществена форма на социално разделение по религиозен (и етнорелигиозен) признак в мюсюлманските държави, обхващаща група хора, изповядващи обща вяра и имащи автономни административни учреждения (съдилища, училища, болници и др.), разположени в специално обособени квартали в градовете и махали в селата.
През XV – XX век терминът получава широко разпространение в Османската империя за класификация по религиозен признак на народите, които я населяват.
В официалните документи на Османската империя етноними почти не се употребяват. Населението е разделено на религиозни общности: правоверни и неверници, включени в законово признати религиозни общества (миллети):
- мюсюлмански миллет – без разделение на турски, кюрдски или арабски миллет,
- православен миллет (рум миллет, „ромейска (византийска) общност“) - източноправославен, под върховенството на Цариградска патриаршия,
- франкски миллет – обобщено за католиците,
- арменци грегорианци,
- арменци католици,
- евреи (израилтяни).

В официалните документи на империята се обозначава религиозната идентичност на поданиците, определена според отношението им към исляма:
- мюсюлмани (правоверни), или хората на вярата, които са привилегировани и
- немюсюлмани (неверници) – каури, гяури, втора категория поданици.

От своя страна миллетите на неверниците, организирани на религиозен принцип, включват в обща група различни народи единствено според принадлежността им към определена религия. Като част от религиозната общност на гръцкия миллет българите наред със сърбите, аромъните, част от албанците и др., според днешните понятия са били скрито малцинство в рамките на този миллет до признаването им.
През 19 век, след Великата френска революция от 1789 - 1799 г., започва възход на национализма в Европа, включително и в Османската империя. По българските земи започва процес на национално възраждане. В резултат от започналите църковно-национални борби на 1 юни 1861 г. султан Абдул Меджид издава берат, с който Йосиф Соколски се признава за милет баши - духовен глава на Българската уния, с което официално е признат самостоятелен български миллет. Българската екзархия била призната със султански ферман на 28 февруари 1870 г. Постепенно през 19 век миллетската система в Империята се разпада и в началото на 20 век е заместена от идеите на османизма.